# Kritosaurus
Kritosaurus ist eine Gattung von Dinosauriern aus der Gruppe der Hadrosauridae. Fossilien wurden auf dem nordamerikanischen Kontinent entdeckt und werden auf die späte Oberkreide (spätes Campanium bis frühes Maastrichtium) datiert. Die einzige anerkannte Art von Kritosaurus stammt aus der Kirtland Formation in Ojo Alamo, New Mexico.

## Etymologie
Der Name Kritosaurus ist griechisch und heißt zu Deutsch ungefähr „getrennte Echse“. Damit wird auf die ungewöhnliche Kopf-Nasen-Region angespielt.

## Beschreibung

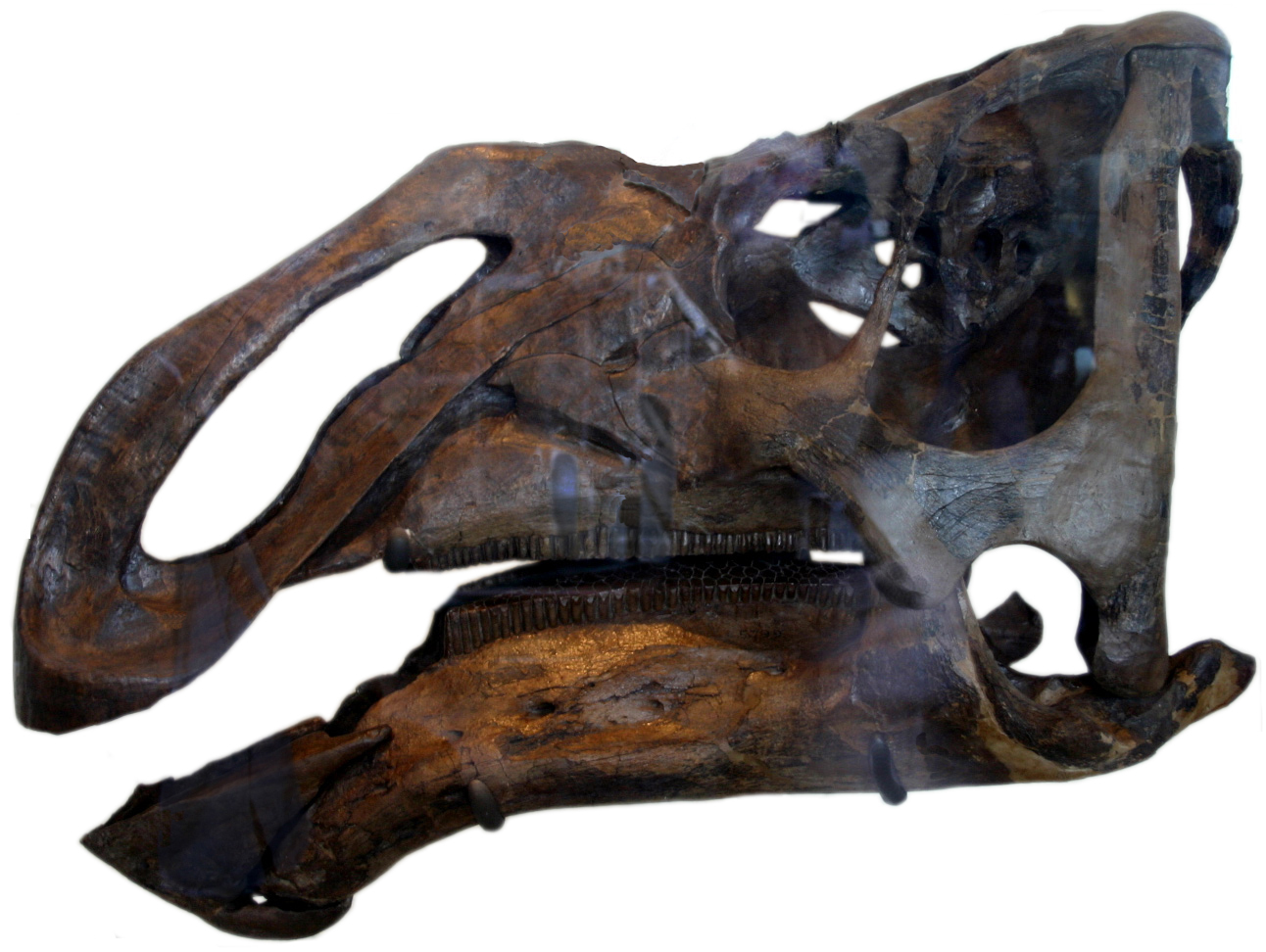
Schädel von Kritosaurus

Kritosaurus war ein etwa zehn Meter langer Pflanzenfresser, der sich wahrscheinlich sowohl quadruped (vierbeinig) als auch biped (zweibeinig) fortbewegte. Das Gewicht dürfte nach neuesten Schätzungen bis zu vier Tonnen betragen haben. Der Schädel zeigt eine vergrößerte, leicht nach oben gewölbte Nasenregion. Durch diese Höckernase kann man Kritosaurus von anderen Hadrosauriden unterscheiden. Dieser Höcker könnte zur Arterkennung, zur sexuellen Identifikation und bei innerartlichen Kämpfen eingesetzt worden sein. Das Tier zeigt etliche Gemeinsamkeiten mit Gryposaurus auf – lange Zeit wurden beide Gattungen als dieselbe Gattung angesehen.

## Systematik und Entdeckung
Kritosaurus wird innerhalb der Familie Hadrosauridae zu der Unterfamilie Hadrosaurinae gestellt, der Unterfamilie ohne hohle Kopfkämme. Die Gattung wird der Tribus Kritosaurini zugeordnet. Neben der Typusart K. navajovius wurde 1993 von den Wissenschaftlern Hunt und Lucas  Kritosaurus horneri beschrieben. Die Zuordnung wird kontrovers behandelt, so wird das Tier teilweise der neuen Gattung Anasazisaurus zugesprochen.
Von Kritosaurus gibt es als Knochenfunde lediglich einen unvollständigen und teilweise erodierten Schädel mit Unterkiefer (Holotyp: AMNH 5799). Entdecker Barnum Brown zog zur Beschreibung einen zweiten Schädel heran, der später allerdings Anatotitan zugeordnet wurde. Der Schädel wurde in der Kirtland Formation in Ojo Alamo, New Mexico gefunden.